# Palo (religião)
Palo ou Las Reglas de Congo são grupos de denominações estreitamente relacionadas, de origem bantu, desenvolvidas em Cuba por escravos oriundos da África Central. Outros nomes associados aos diversos ramos desta religião incluem: Palo Monte, Palo Mayombe, Brillumba e Kimbisa.
A palavra palo foi aplicada a esse culto devido ao uso de estátuas entalhadas em madeira (ou palo; em português, 'pau') no altar. Outra hipótese, mais próxima da religião, aponta a equivalência entre as palavras "palo" e 'árvore', sendo as árvores os locais onde habitam os espíritos, segundo as religiões africanas.
Os seguidores do Palo são denominados paleros ou Nganguleros. A participação nestes grupos é precedida de uma cerimônia de iniciação, realizada em uma "casa" ou templo.
A estrutura hierárquica segue o  modelado de uma família, o que é especialmente significativo, dado que, durante a escravidão africana, as famílias de sangue foram separadas, e as linhagens, quebradas.
No universo Bantu, Deus é conhecido como Zambi. Os espíritos cultuados no Palo são os ampungos. Cada ampungo controla um determinado aspecto ou domínio da vida e da natureza.
O Palo tem suas raízes na bacia do Congo, na África Central, de onde muitos africanos foram levados, como escravos, para Cuba. Assim, grande parte dos cantos litúrgicos Palo Monte e invocações é formulada em uma mistura de espanhol e congo. Outras influências foram introduzidas em razão da presença do culto em outros países da América Latina. Durante meados do século XX, o Palo começou a difundir-se fora das comunidades cubanas, nos Estados Unidos, na Venezuela, Colômbia e Porto Rico. Afro-latinos e anglo-americanos aderiram a essa tradição. A religião permanece completamente cubana quanto ao caráter, no entanto, é assim que é praticado em sua forma tradicional.
O número de seguidores de Palo em Cuba não é conhecido, presume-se que um baixo índice de cubanos, especialmente nas zonas de Havana, Matanzas e nas zonas orientais da ilha, acredita em todos ou na maioria de seus princípios.

## Sistema de crenças e rituais
O sistema de crenças em "Palo" reside em dois pilares: A crença nos poderes naturais e a veneração dos espíritos de seus ancestrais. Os objetos naturais e especialmente os bastões, são considerados com poderes frequentemente ligados aos poderes infundidos pelos espíritos. Esses objetos são conhecidos como inganga e são o objeto central dos rituais mágicos e da prática religiosa de Palo. Um certo número de espíritos chamados ampungos habitam dentro de inquice (Medicina sagrada). Os ampungos são bem conhecidos no nome e ritual e são reverenciados como deuses. Eles são as entidades poderosas, mas localizadas abaixo do Deus Zambi, o Alto ou Zambi.
O culto e a prática de Palo estão centrados no altar ou receptáculo conhecido como inganga ou Prenda. É um espaço consagrado, cheio de terra sagrada, gravetos, restos humanos e outros objetos. Cada prenda esta dedicada a um espírito inquice especifico. Este espaço religioso esta também habitado por uma pessoa morta ou o espírito de uma pessoa morta (em raras ocasiões, o ancestral direto do dono do objeto), que serve de guia para todas as atividades religiosas relacionadas ao inganga.
Os métodos de adivinhação usados em Palo são vários. Um chamado Chamalongo utiliza conchas ou discos de vários materiais, frequentemente cascas duras de Coco. Um método mais tradicional, chamado Vititi Mensu para "ver ou adivinhar" é usando o chifre de um animal santificado coberto com um espelho.

## Sincretismo
O sincretismo religioso, em particular o uso da cruz cristã e imagens de Santos Católicos como representações de inquice, podem ser vistas em algumas casas Palo chamadas Palo Cristiano, mas em outras casas chamadas Palo Judío (sem qualquer relação com a religião judaica), não há combinação com imagens católicas. O termo "judeu" é antes uma espécie de abreviatura metafórica para se referir àqueles que se recusam a se tornar cristãos, é o caso do Congo puramente africano.
O Reino do Congo tinha se convertido oficialmente ao catolicismo, enquanto era uma nação independente durante os anos 1400 e que o movimento sincrético afro-católico se estendeu durante a era da escravidão. Atingindo maior altura sob a liderança de Kimpa Vita (Um profeta congolês, 1684-1706), que promoveu Santo Antonio de Pádua como "um segundo Deus".
Portanto, é evidente que muito do sincretismo dado em Palo Cristiano, em oposição ao Palo Judío, teve suas origens na África e não em Cuba.
A identidade de inquice é nebulosa porque os autores, por outro lado, consideram intrusos da religião ou das casas de Palo Cristiano tentaram associar inquice com os Orixás da Santería, que é uma religião diferente.
Assim, a entidade "Nsambi Munalembe" (também conhecida como "Nsasi" senhor dos "7 raios" e outros nomes diferentes) foi equiparada a Santa Barbara (no catolicismo) ou Xangô na Santería.
A causa do sincretismo com o espiritismo de Allan Kardec, em muitas Casas Palo se oficia uma Missa espiritual, em razão de identificar aos espíritos principais que ajudarão a desenvolver uma vida. Esses guias geralmente falam por possessão e podem dar conselhos diretos.

## Religiões relacionadas
As religiões do Congo vieram para a América através de diferentes rotas além de Cuba. No Brasil as religiões do Congo são conhecidas como Umbanda, Quimbanda,Candomblé do Congo ou do Candomblé de Angola. O mais próximo da tradição de Palo Cubano é a Quimbanda.[carece de fontes?]
Na Jamaica, Bahamas e Ilhas Virgens as religiões baseadas no rito do Congo são chamadas Kumina ou quando são vistas como formas mágicas sem o ritual litúrgico que são chamados Obeah .
Intimamente relacionado a Palo na prática mas, como Obeah que deixa de lado os aspectos teológicos e litúrgicos, é a forma de magia popular conhecida como hoodoo (azar), conjuração ou trabalho com raízes. A notável semelhança entre essas tradições é que o centro dessas crenças está no rito do Congo.

## Panteão
O nível mais alto do panteão da religião Palo é ocupado pelo Deus criador, Zambi. Os ampungos (kimpungulu) são espíritos ou divindades encapsulados em navios ou centros (inquices) representando aspectos da natureza, como trovão, agricultura, vento. Outros espíritos habitam nos inquices são os Nfuri (espíritos vagabundos ou fantasmas), Bakalu (espíritos ancestrais) e Nfumbe (espíritos anônimos)

### Deuses mais altos
- Zambi - Ele não é atualmente considerado um ampungo, mas um deus alto, criador do universo. Equivalente a Olorum da mitologia iorubá .

- Lungombe (Lukankanse, Kadiampembe) - Entidade negativa Zambi, em muitos aspectos semelhante ao demônio cristão.

### Ampungo
- Kobayende (Cobayende, Pata Llaga, Tata Pansua, Tata Nfumbe, Tata Funde, Tata Fumbe, Pungun Futila, Tata Kañeñe) -  deus da morte, deus das doenças associadas com  São Lázaro, equivalente a Obaluaiê.

- Mariguanda - guardião da porta entre a vida e a morte. Associado com Santa Teresa e Oiá/Iansã
- Gurunfinda - deus da floresta e ervas. Associado com São Noberto Nonato ou São Silvestre, equivalente a Ossaim.
- Nkuyu (Nkuyo, Mañunga, Lubaniba, Lucero) - Divindade de florestas e estradas, orientação e equilíbrio. Associado com San Antonio, equivalente a  Exu.
- Má Lango (Madre de Agua, Kalunga, Mama Kalunga, Pungo Kasimba, Mama Umba, Mbumba Mamba, Nkita Kiamasa, Nkita Kuna Mamba, Baluande) - deusa da água e fertilidade. Também conhecida como a Virgen de Regla, padroeira do porto de Havana, equivalente a Iemanjá.
- Chola Wengue (Mama Chola, Chola nengue) - Deusa da riqueza e prazeres. Associado com  La Virgen de la Caridad del Cobre, santa padroeira de Cuba, eq. Oxum.
- Kimbabula (Kabanga, Madioma, Mpungo Lomboan Fula, Nsambia Munalembe, Tonde, Daday, Munalendo, Padre Tiempo) - Deus da adivinhação e dos ventos. Associado a San Francisco, eq. Orunmila.
- Watariamba (Watariamba, Nkuyo Lufo, Nguatariamba Enfumba Bata, Saca Empeño, Cabo Rondo, Vence Bataya) - dios de la caza y la guerra. Asociado con  San Juan Bautista, eq. Oxóssi
- Nsasi (Nsambi Munalembe, Siete Rayos, Mukiamamuilo, Nsasi) - deus do trovão e fogo, equivalente a Santa Bárbara, e a Xangô.
- Ma Kengue (Yola, Tiembla Tierra, Pandilanga, Mama Kengue) - espírito de sabedoria e justiça. Este mpungo está associado com a Virgen de las Mercedes e Obatalá.
- Sarabanda (Zarabanda, Rompe Monte) - divindade do trabalho e força. Associado com San Pedro, equivalente a Ogum.